# Donnie Nietes
Donnie Liboon Nietes (12 de mayo de 1982) es un boxeador profesional filipino.  Es un campeón mundial en cuatro categorías de peso, habiendo tenido previamente el título de peso mosca de la OMB de 2007 a 2011; los títulos junior-flyweight de la revista WBO y The Ring entre 2011 y 2016; FIB título de peso mosca de 2017 a 2018; y el título de peso gallo junior de la OMB de 2018 a 2019. Es el campeón del mundo de boxeo filipino que más tiempo ha reinado, superando en 2014 el récord establecido en 1967 por el miembro del Salón de la Fama del boxeo Gabriel "Flash" Elorde. Fue uno de los tres peleadores asiáticos con títulos mundiales en al menos cuatro categorías de peso, junto con sus compatriotas filipinos Manny Pacquiao y Nonito Donaire.

## Trayectoria
Profesional en 2003, ganó el vacante cinturón mundial de la WBO World Weight Won por Iván Calderón, superando puntos el 30 de septiembre de 2007, con Thai Pornsawan Kratingdaenggym.
Nietes confirma esta victoria al detenerse en la segunda ronda de Eddy Castro el 30 de agosto de 2008, Erik Ramírez en puntos el 28 de febrero de 2009 (después de haberlo derribado cuatro veces), Manuel Vargas el 12 de septiembre y Mario Rodríguez el 14 de agosto de 2010 también en los puntos. Dejó su título vacante en marzo de 2011 y continuó su carrera en la categoría superior.
El 8 de octubre de 2011, venció a los puntos Ramón García Hirales y ganó el título de campeón mundial de peso mosca WBO4, título que defiende victoriosamente el 2 de junio de 2012 a expensas de Felipe Salguero y luego dibuja el 2 de marzo de 2013 contra Moisés Fuentes.
El 30 de noviembre de 2013, infligió a su compatriota Sammy Gutiérrez un KO en la tercera ronda y luego derrotó a Fuentes en la novena ronda en su segunda pelea el 10 de mayo de 2014. Nietes retiene su título contra Carlos Velarde al abandonar al final de la séptima ronda el 15 de noviembre de 2014; contra Gilberto Parra en la novena ronda el 28 de marzo de 2015, luego contra Francisco Rodríguez Jr. en puntos el 11 de julio de 2015 y Juan Alejo por decisión unánime el 17 de octubre de 2015..
El boxeador filipino continúa su serie de victorias al vencer al abandonar la quinta recuperación de Raúl García Hirales durante su revancha el 5 de junio de 2016 en Bacolod City. Después de 9 defensas victoriosas, el 17 de agosto de 2016 decide escalar la categoría de peso y deja su cinturón de moscas vacías de la OMB. El 24 de septiembre, Nietes derrotó al ex campeón mundial mexicano Edgar Sosa en puntos y, el 29 de abril de 2017, ganó el título vacante de peso mosca de la FIB después de ganar puntos contra Komgrich Nantapech. Luego supera por nocaut en la ronda siete Juan Carlos Reveco el 24 de febrero de 2018 y luego deja su puesto vacante en abril de 2018 para continuar su carrera en la categoría de peso superior.
Donnie Nietes ganó el 31 de diciembre de 2018 el título vacante del campeón mundial de peso mosca WBO al ganar puntos contra el japonés Kazuto Ioka, título que deja vacante en febrero de 2019.

## Récord profesional
| 43 Ganadas (23 nocauts, 20 decisiones), 2 Derrotas y 5 Empates |        |                            |      |               |                          |                                                                      | |
| Res.                                                           | Record | Oponente                   | Tipo | Rd., Tiempo   | Datos                    | Localidad                                                            | Notas |
| D                                                              | 43–2–6 | Kazuto Ioka                | UD   | 12            | 2022-07-13               | Ota City General Gymnasium, Tokyo                                    | Por el Título Mundial de la WBO de peso supermosca.                                                                |
| E                                                              | 43–1–6 | Norbelto Jiménez           | SD   | 12            | 11-12-2021               | Coca-Cola Arena, Dubái, Emiratos Árabes Unidos                       | |
| G                                                              | 43–1–5 | Pablo Carillo              | D.U. | 10            | 3 de abril de 2021       | The Rotunda Caesars Palace Bluewaters, Dubái, Emiratos Árabes Unidos | Gana el título vacante WBO International en el peso supermosca.                                                    |
| G                                                              | 42–1–5 | Kazuto Ioka                | D.D. | 12            | 31 de diciembre de 2018  | Wynn Palace, Macau                                                   | Gana el título mundial vacante de la WBO en el peso supermosca                                                     |
| E                                                              | 41–1–5 | Aston Palicte              | E.D. | 12            | 8 de septiembre de 2018  | The Forum, Inglewood, California, EE. UU.                            | Por el título mundial vacante de la WBO en el peso supermosca                                                      |
| G                                                              | 41–1–4 | Juan Carlos Reveco         | TKO  | 7 (12), 0:53  | 24 de febrero de 2018    | The Forum, Inglewood, California, EE. UU.                            | Retiene el título mundial de la IBF en el peso mosca                                                               |
| G                                                              | 40–1–4 | Komgrich Nantapech         | D.U. | 12            | 29 de abril de 2017      | Waterfront Hotel & Casino, Cebu City, Filipinas                      | Gana el título mundial vacante de la IBF en el peso mosca                                                          |
| G                                                              | 39–1–4 | Edgar Sosa                 | D.U. | 12            | 24 de septiembre de 2016 | StubHub Center, Carson, California, EE. UU.                          | Gana el título vacante WBO Inter-Continental en el peso mosca                                                      |
| G                                                              | 38–1–4 | Raul Garcia                | RTD  | 5 (12), 3:00  | 28 de mayo de 2016       | La Salle Coliseum, Bacolod City, Filipinas                           | Retiene los títulos mundiales WBO y The Ring en el peso minimosca.                                                 |
| G                                                              | 37–1–4 | Juan Alejo                 | D.U. | 12            | 17 de octubre de 2015    | StubHub Center , Carson, California , EE. UU.                        | Retiene los títulos mundiales WBO y The Ring en el peso minimosca.                                                 |
| G                                                              | 36–1–4 | Francisco Rodríguez Jr.    | D.U. | 12            | 11 de julio de 2015      | Waterfront Hotel & Casino, Cebu City, Filipinas                      | Retiene los títulos mundiales WBO y The Ring en el peso minimosca.                                                 |
| G                                                              | 35–1–4 | Gilberto Parra             | RTD  | 9 (12), 3:00  | 28 de marzo de 2015      | Smart Araneta Coliseum, Quezon City, Filipinas                       | Retiene los títulos mundiales WBO y The Ring en el peso minimosca.                                                 |
| G                                                              | 34–1–4 | Carlos Velarde             | RTD  | 7 (12), 3:00  | 15 de noviembre de 2014  | Waterfront Hotel & Casino, Cebu City, Filipinas                      | Retiene los títulos mundiales WBO y The Ring en el peso minimosca.                                                 |
| G                                                              | 33–1–4 | Moisés Fuentes             | TKO  | 9 (12), 2:56  | 10 de mayo de 2014       | Mall of Asia Arena, Pasay, Filipinas                                 | Retiene el título mundial de la WBO en el peso minimosca; Gana el título vacante de The Ring en el peso minimosca. |
| G                                                              | 32–1–4 | Sammy Gutiérrez            | KO   | 3 (12), 2:58  | 30 de noviembre de 2013  | Smart Araneta Coliseum, Quezon City, Filipinas                       | Retiene el título mundial de la WBO en el peso minimosca                                                           |
| E                                                              | 31–1–4 | Moisés Fuentes             | E.M. | 12            | 2 de marzo de 2013       | Waterfront Hotel & Casino, Cebu City, Filipinas                      | Retiene el título mundial de la WBO en el peso minimosca                                                           |
| G                                                              | 31–1–3 | Danai Meendaeng            | KO   | 5 (12), 2:46  | 17 de noviembre de 2012  | Lamberto Macias Sports Complex, Dumaguete City, Filipinas            | |
| G                                                              | 30–1–3 | Felipe Salguero            | D.U. | 12            | 2 de junio de 2012       | Resorts World Manila, Pasay, Filipinas                               | Retiene el título mundial de la WBO en el peso minimosca                                                           |
| G                                                              | 29–1–3 | Ramón García Hirales       | D.U. | 12            | 8 de octubre de 2011     | La Salle Coliseum, Bacolod, Filipinas                                | Gana el título mundial de la WBO en el peso minimosca.                                                             |
| G                                                              | 28–1–3 | Armando Vazquez            | KO   | 1 (10), 2:26  | 9 de abril de 2011       | La Salle Coliseum, Bacolod, Filipinas                                | |
| G                                                              | 27–1–3 | Mario Rodríguez            | D.U. | 12            | 14 de agosto de 2010     | Auditorio Luis Estrada Medina, Guasave, México                       | Retiene el título mundial de la WBO en el peso mínimo                                                              |
| G                                                              | 26–1–3 | Jesús Silvestre            | TKO  | 10 (10), 1:37 | 23 de enero de 2010      | Cuneta Astrodome, Pasay, Filipinas                                   | |
| G                                                              | 25–1–3 | Manuel Vargas              | D.D. | 12            | 12 de septiembre de 2009 | El Palenque de la Feria, Tepic, México                               | Retiene el título mundial de la WBO en el peso mínimo                                                              |
| G                                                              | 24–1–3 | Erik Ramirez               | D.U. | 12            | 28 de febrero de 2009    | Auditorio Guelaguetza, Oaxaca, México                                | Retiene el título mundial de la WBO en el peso mínimo                                                              |
| G                                                              | 23–1–3 | Eddy Castro                | KO   | 2 (12), 2:49  | 30 de agosto de 2008     | Waterfront Hotel & Casino, Cebu City, Filipinas                      | Retiene el título mundial de la WBO en el peso mínimo                                                              |
| G                                                              | 22–1–3 | Pornsawan Porpramook       | D.U. | 12            | 30 de septiembre de 2007 | Waterfront Hotel & Casino, Cebu City, Filipinas                      | Gana el título mundial vacante de la WBO en el peso mínimo                                                         |
| G                                                              | 21–1–3 | Saengpetch Sor Sakulphan   | TKO  | 7 (12), 0:36  | 7 de julio de 2007       | Waterfront Hotel & Casino, Cebu City, Filipinas                      | Retiene el título WBO Asia Pacific en el peso mínimo                                                               |
| G                                                              | 20–1–3 | Thongthailek Sor Tanapinyo | KO   | 2 (12)        | 21 de abril de 2007      | New City Coliseum, Victorias, Filipinas                              | Retiene el título WBO Asia Pacific en el peso mínimo.                                                              |
| G                                                              | 19–1–3 | Heri Amol                  | KO   | 2 (12), 0:46  | 24 de noviembre de 2006  | Sports & Cultural Complex, Mandaue City, Filipinas                   | Gana el título vacante WBO Asia Pacific en el peso mínimo                                                          |
| G                                                              | 18–1–3 | Robert Rubillar            | D.U. | 10            | 12 de agosto de 2006     | Sports Complex, Minglanilla, Filipinas                               | |
| G                                                              | 17–1–3 | Noel Veronque              | D.U. | 6             | 15 de enero de 2006      | Gaisano Country Mall Parking Lot, Cebu City, Filipinas               | |
| G                                                              | 16–1–3 | Allan Dugang               | D.U. | 8             | 30 de diciembre de 2005  | CPG Multi-Purpose Center, Talibon, Filipinas                         | |
| G                                                              | 15–1–3 | Randy Narbay               | KO   | 2 (8)         | 25 de septiembre de 2005 | Island City Mall, Tagbilaran, Filipinas                              | |
| G                                                              | 14–1–3 | Allan Dugang               | D.U. | 10            | 28 de agosto de 2005     | Town Plaza, Panglao, Filipinas                                       | |
| E                                                              | 13–1–3 | Nino Suelo                 | D.T. | 1 (8), 1:26   | 30 de julio de 2005      | San Andres Civic & Sports Center, Manila, Filipinas                  | |
| G                                                              | 13–1–2 | Elmer Muyco                | D.U. | 10            | 30 de abril de 2005      | Sports & Cultural Complex, Mandaue City, Filipinas                   | |
| G                                                              | 12–1–2 | Ricardo Albia              | TKO  | 7 (8), 1:06   | 29 de enero de 2005      | Sports & Cultural Complex, Mandaue City, Filipinas                   | |
| E                                                              | 11–1–2 | Carlo Besares              | E.M. | 10            | 20 de noviembre de 2004  | University of Mindanao Gymnasium, Tagum, Filipinas                   | |
| D                                                              | 11–1–1 | Angky Angkota              | D.D. | 10            | 28 de septiembre de 2004 | RCTI Studios, Jakarta, Indonesia                                     | |
| G                                                              | 11–0–1 | Abrin Matta                | TKO  | 5 (10)        | 7 de septiembre de 2004  | BIN Arena, Yakarta, Indonesia                                        | |
| G                                                              | 10–0–1 | Marti Polii                | TKO  | 7 (10), 2:15  | 3 de agosto de 2004      | RCTI Studios, Yakarta, Indonesia                                     | |
| G                                                              | 9–0–1  | Robert Costelo             | TKO  | 1 (10), 1:58  | 29 de junio de 2004      | Gaisano Country Mall Parking Lot, Cebu City, Filipinas               | Retiene el título PBF en el peso mínimo                                                                            |
| G                                                              | 8–0–1  | Joseph Villasis            | TKO  | 1 (10), 1:16  | 22 de mayo de 2004       | Ynares Sr. Memorial Gym, Binangonan, Filipinas                       | Gana el título vacante PBF en el peso mínimo                                                                       |
| G                                                              | 7–0–1  | Robert Rubillar            | TKO  | 7 (10), 1:22  | 28 de marzo de 2004      | Ynares Sr. Memorial Gym, Binangonan, Filipinas                       | |
| G                                                              | 6–0–1  | Julius Alcos               | D.D. | 10            | 28 de febrero de 2004    | Sports & Cultural Complex, Mandaue City, Filipinas                   | |
| G                                                              | 5–0–1  | Rolando Baclayo            | KO   | 4 (10)        | 27 de diciembre de 2003  | Sports Complex, Danao City, Filipinas                                | |
| G                                                              | 4–0–1  | Roldan Malinao             | KO   | 4 (8)         | 4 de octubre de 2003     | Sports & Cultural Complex, Mandaue City, Filipinas                   | |
| E                                                              | 3–0–1  | Greg Mangan                | E.M. | 8             | 16 de agosto de 2003     | New Coliseum, Cebu City, Filipinas                                   | |
| G                                                              | 3–0    | Rommel Tura                | TKO  | 1 (8)         | 12 de junio de 2003      | Gaisano Country Mall Parking Lot, Cebu City, Filipinas               | |
| G                                                              | 2–0    | Mario Jun de Asis          | D.U. | 6             | 31 de mayo de 2003       | Town Plaza, Catmon, Filipinas                                        | |
| G                                                              | 1–0    | Walter Suaybaguio          | D.U. | 6             | 25 de abril de 2003      | Barangay Pitalo, San Fernando, Filipinas                             | |